# امیلیو جاستی
امیلیو جاستی (ایتالیایی: Emilio Giassetti; ۱۱ فوریهٔ ۱۹۰۶ – ۴ ژوئیهٔ ۱۹۵۷) بازیکن بسکتبال اهل ایتالیا بود. وی در بازی‌های المپیک تابستانی ۱۹۳۶ شرکت کرده‌است.